# Telésforo

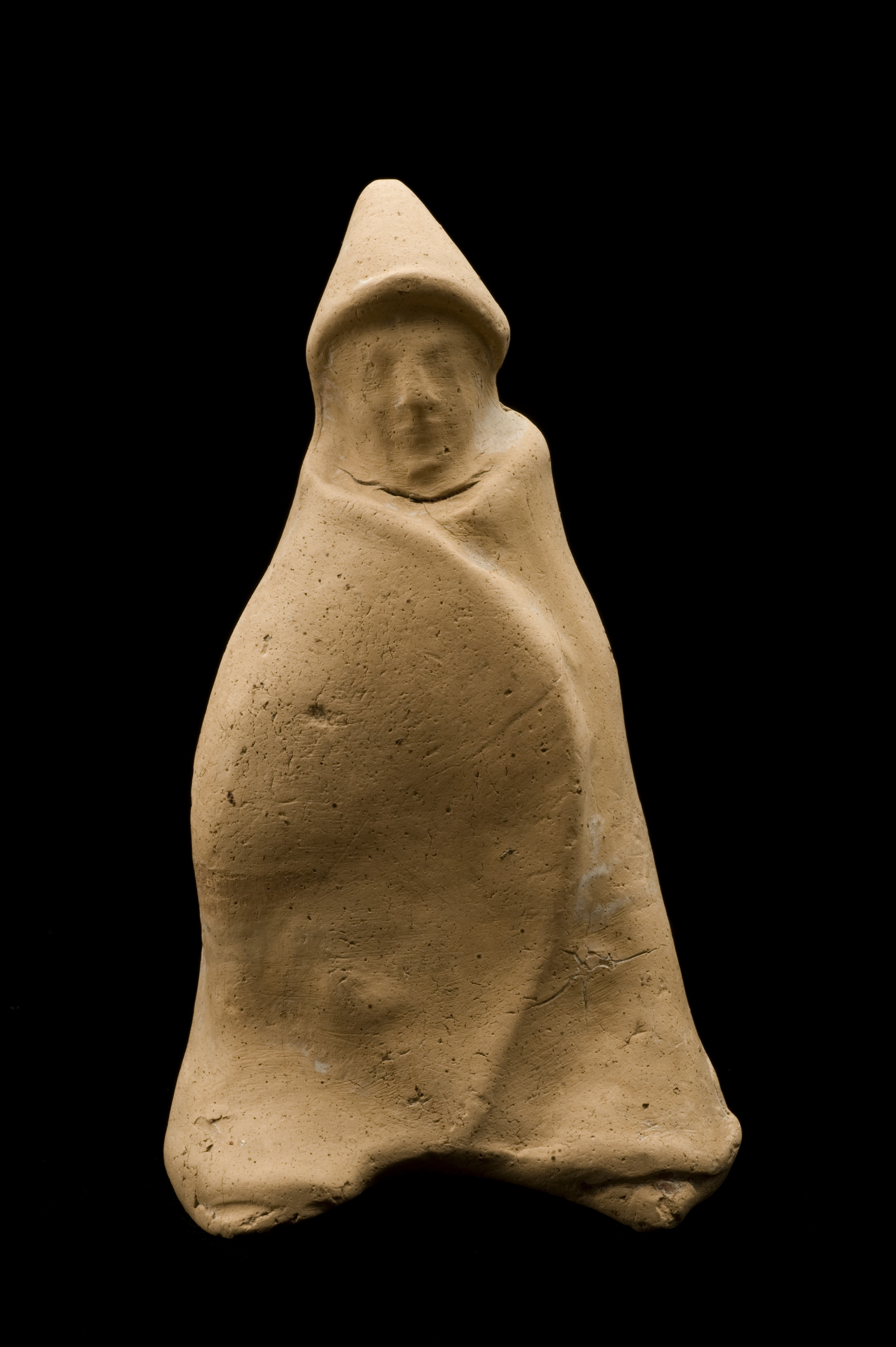
Escultura grega antiga de Telésforo

Na antiga religião grega , Telesphorus (em grego:  Τελεσφόρος, transl.: Telésphoros) era filho de Asclépio. Estava frequentemente acompanhado de sua irmã, Hígia. Era um anão cuja cabeça estava sempre coberto com um capuz ou tampa.
Telésforo simboliza a recuperação da doença, como seu nome significa "o realizador" ou "portador de conclusão" em grego. Representações dele são encontradas principalmente na Anatólia e ao longo do Danúbio.
É tido um deus celta na origem, que foi levado para a Anatólia pelos Gálatas no século III aC, onde ele teria se tornado associado com o deus grego da medicina, Asclépio, talvez em Pergamon (um centro asclepiano cult) e se espalhou novamente para o Ocidente, devido ao aumento do Império romano , em particular durante o século II dC, desde o reinado de Adriano . 
Telésforo, na mitologia grega, foi o epíteto do deus Euamerion (deus grego da recuperação), adorado no templo de Asclépio em Titane, junto de Alexanor. Este santuário havia sido construído por Alexanor, filho de Macaão, filho de Asclépio.